# Guo Xun
En aquest nom xinès, el cognom és Guo.
Guo Xun   ( - 75 dC) xinès tradicional: 郭恂, xinès simplificat: 郭恂; Wade-Giles: Kuo Hsün,  va ser un oficial militar sota la Dinastia Han Oriental de la història xinesa. Va ser un general associat de Ban Chao, mentre ell i Ban Chao hi foren enviats a les regions occidentals per a una expedició diplomàtica de Dou Gu. En el 75 EC, va ser mort juntament amb Chen Mu pels rebels dels estats de Yanqi i Qiuci.